# Rockstar Games Social Club
Rockstar Games Social Club (RGSC) é um Mídia Digital, multijogador e serviço de comunicações criado pela Rockstar Games para ser utilizado com a sua última geração de jogos. O Rockstar Games Social Club foi inicialmente anúnciado a 27 de Março de 2008, tendo o início do pré-registo sido planeado para 14 de Abril de 2008. Apesar disso essa data foi adiada para 17 de Abril de 2008. O nome é uma referência ao crime organizado, que utiliza de uma forma geral o termo "social club" para descrever um local de encontro ou esconderijo. O serviço recebeu uma grande atualização em 2012, antes do lançamento de Max Payne 3, com a adição de recursos de redes sociais e um sistema de "comandos" que possibilita aos jogadores formarem grupos e combinarem as suas conquistas para desbloquear recursos de bónus.

## Jogos
| Jogo                                        | Lançamento              | Notas                                   |
| ------------------------------------------- | ----------------------- | --------------------------------------- |
| Grand Theft Auto IV                         | 29 de Abril de 2008     |                                         |
| Midnight Club: Los Angeles                  | 24 de Outubro de 2008   |                                         |
| Grand Theft Auto IV: The Lost and Damned    | 17 de Fevereiro de 2009 |                                         |
| Grand Theft Auto: Chinatown Wars            | 20 de Março de 2009     | Não disponível em dispositivos com iOS. |
| Beaterator                                  | 2 de Outubro de 2009    |                                         |
| Grand Theft Auto IV: The Ballad of Gay Tony | 29 de Outubro de 2009   |                                         |
| Red Dead Redemption                         | 18 May 2010             |                                         |
| L.A. Noire                                  | 21 de Maio de 2011      |                                         |
| Max Payne Mobile                            | 13 de Abril de 2012     |                                         |
| Max Payne 3                                 | 18 de Maio de 2012      |                                         |
| Grand Theft Auto V                          | 17 de Setembro de 2013  |                                         |
| Agent                                       | sem data anúnciada      |                                         |

## Recursos
O Rockstar Games Social Club fornece diferentes recursos baseado no tipo de jogo. A lista seguinte mostra esses recursos.

### Grand Theft Auto IV
- LCPD Police Blotter - Recolhe informações de todos os jogadores online de GTA IV e mostra a quantidade de crime que é cometido em cada área da cidade. Mostra também as áreas mais perigosas de Liberty City, quais são as armas mais populares e detalhes sobre a taxa de criminalidade da cidade.
- The Story Gang - É uma tabela de liderança que mosta uma lista dos jogadores que terminaram o modo de história do jogo. Está dividida em duas partes, uma mostra os primeiros 10 jogadores a terminar o modo de história do jogo e a outra mostra os tempos mais rápidos em que o modo de história foi terminado. Os membros recebem bónus online especiais para marcar as suas conquistas no jogo.
- The 100% Club - É similar ao Story Gang, mas mostra as conquistas dos jogadores que completaram o jogo em 100%. Existem duas tabelas de liderança, uma mostra os primeiros 10 jogadores a terminar o jogo e a outra mostra quem terminou o jogo mais rápido. Os jogadores que tenham terminado o jogo a 100% entre a meia noite de 29 de Abril de 2008 e o final do dia 19 de Maio desse ano (horas EST) recebram uma 'chave da cidade' para marcar a sua conquista.
- The Hall Of Fame - Mostra vários recordes e estatísticas das conquistas completadas pelos jogadores dentro do jogo. Mostra também troféus das conquistas pessoais do jogador no jogo.
- The Liberty City Marathon - É um ranking de marcos físicos especiais dentro do jogo. Existem também competições baseado em maratonas para esta área do Social Club.
- ZiT Music Service - Os jogadores podem marcar músicas nas rádios do jogo ao chamarem "ZIT-555-0100" com o seu telemóvel dentro do jogo. Se o nick de jogo do jogador estiver ligado à sua conta do Social Club eles poderão aceder a uma lista das músicas que marcaram atravês do site do Social Club. As músicas podem ser compradas atravês do iTunes.
- Multiplayer Leaderboards - A 28 de Maio de 2008, a Rockstar lançou a secção multijogador do Social Club. Esta secção consiste nos rankings dos jogadores, do seu ranking comparada com outros jogadores, a sua pontuação e a quantidade de jogos que um jogadores ganhou ou perdeu.
- The Millionaires Club - O estatuto de Milionário é determinado pelo total de dinheiro ganho durante o modo de um jogador, atravês de missões, ganhando corridas, fazendo missões de vigilante e apanhando furtuitamente dinheiro "largado" na rua. O Millionaires Club foi lançado a 29 de Julho de 2008.
- Viral Infection - Com este recurso, os membros do Social Club podem agora ver se a sua personagem no jogo está infectada, o número total de infecções globais e o número de infecções nas últimas 24 horas. Analisando melhor o recurso, os membros do Social Club podem também visualizar um mapa mundo com códigos de cor, que mostra a propagação da infecção a nível mundial, incluindo a análise de todos os 50 estados dos EUA. Os jogadores infectados podem configurar uma pele zombie para si próprios na secçlão multijogador. Este recurso foi anúnciado a 29 de Julho de 2008 e lançado a 24 de Outubro de 2008.
- Social Club TV - A versão para PC de Grand Theft Auto IV tem um editor de vídeo onde os jogadores podem fazer, editar e enviar filmagens do seu jogo para o site do Social Club TV. Depois de um vídeo ser enviado para o site, os outro membros do Social Club podem avaliar, adicionar como favorito e comentar o vídeo. Atualmente, o Social Club TV é exclusivo para a versão para PC de Grand Theft Auto IV e ainda não é sabido se outros jogos da Rockstar irão utilizar este recurso.

### Midnight Club: Los Angeles
- Los Angeles Driving Test - Segue algumas estatísticas do jogador através do seu nome de jogo na consola como a distância de cavalinho e vitórias consecutivas e inclui recompensas dentro do jogo como um Audi R8, hidráulicos/airbags e jantes modulares TIS.
- Gallery - Mostra imagens que o jogador tirou dentro do jogo.
- Hollywood Auto Garage - Lista todos os veículos dentro do jogo baseado nos mais populres, com mais vitórias e mais conduzidos.
- Multiplayer - Os jogadores podem comparar as suas estatísticas e tempos com outros jogadores em cada evento.
- Player Profile - Mostra várias estatísticas e tem também um ecrã de título costumizável.
- Rate My Ride - Similar ao encontrado dentro do jogo, os jogadores podem ver como o seu veículo foi avaliado e podem avaliar outros jogadores online atravês de imagens carregadas.
- Tournaments - Este recurso possibilita que os jogadores de inscrevam em torneios de contra-relógio. Depois de inscrito, o jogador pode puxar o menu de torneio do jogo e participar. Até agora, a Rockstar deu prémios aos jogadores com melhores tempos.
- LAFM - Possibilita que os jogadores ouçam e compram músicas que adicionaram como favoritas no jogo.

A Rockstar confirmou que existe mais um recurso do Social Club em produção para este jogo.

### Grand Theft Auto: Chinatown Wars
- Player Stats - Mostra as estatísticas de jogador. Este recurso possibilita também que os jogadores possam ver as estatísticas dos seus amigos.
- Mr Wong's Laundromat - Um minijogo de web-browser online onde os jogadores podem ganhar dinheiro que pode ser utilizado no Chinatown Wars fazendo lavagem de dinheiro.
- Guardian Lions - Assim que um jogador acabe o enredo principal, duas estátuas de leões aparecem em diferentes áreas do mapa. Depois de encontrarem as estátuas, os jogadores podem sincronizar o seu jogo como Social Club e desbloquear duas missões extra para "Xin".
- Rampage Tracker - Este recurso mostra onde estão localizadas todas as agitações e as estatísticas de cada agitação.
- Downloads - Contém wallpapers, ringtones e modelos de papel de coisas do jogo.
- Fully Cocked - Os jogadores que tenham feito a pre-reserva do jogo na GameStop ou Amazon receberam um código para desbloquear um bónus extra para utilizar no jogo. Este recurso possibilita que os jogadores utilizem os seus códigos.

### Beaterator
- Community - Possibilita que os jogadores encontrem músicas criadas pela comunidade. Quando um jogador encontra uma música que gosta, pode marcá-la como favorita, avaliá-la e descarregá-la.[7]
- Studio - Possibilita que os jogadores ouçam as suas músicas, ver as suas favoritas, ver quem os está a seguir, seguir outros jogadores, ver a lista de descargas e configurar as suas músicas como públicas.[7]

### Red Dead Redemption
- The Blackwater Ledger – Um edição comunitária dinâmica do jornal do jogo mantém os membros do Social Club informados sobre todas as notícias importante. Reportndo diariamente de New Austin, Nuevo Paraíso e West Elizabeth, o Ledger guarda quem recebeu as recompensas maiores, quais são os produtos comprados nas lojas locais mais populares, quantas pessoas fizeram batota no poker nesse dia e muito mais.
- Stats – Mantém estatísticas meticulosas do progresso dentro do jogo em relação a uma variedade de informações, desde quão bem estiveste em missões do modo de um jogador até estatísticas extensivas da performance em multijogador. Este recurso possibilita também comprar as estatísticas de um jogador com os seus amigos do Social Club.
- Multiplayer – Mantém informação detalhada da carreira do jogo multiplayer online.
- Trophies – Mantém uma lista de todos os troféus ganhos no jogo e possibilita a comparação com amigos do Social Club.
- 100% – Exclusivo no Rockstar Social Club, os jogadores a caminho de completarem o Red Dead Redemption a 100% podem usar um guia detalhado para ver exactamente o que desbloquearam e o que ainda faltam desbloquear, assim como informações, dicas e um mapa legendado.

### L.A. Noire
- Accomplishments - O Social Club ajuda a manter registo do progresso e mostra quais as consquistas e troféus que os jogadores e os seus amigos completaram e quando, assim como dicas de jogo.
- Ask The Community - Os jogadores podem usar este recurso para, utilizando Pontos de Intuição especiais e de utilização limitada, adquirir dicas e ver que decisões os outros jogadores fizeram quando se depararam com os mesmos problemas como detective através de um gráfico de percentagens do que os outros membros do Social Club escolheram nessa situação.
- Case Tracker - Com este recurso, os jogadores podem aceder ao seu bloco de notas para rever pistas, achados, notas dos interrogamentos dos suspeitos e mais. Tudo o que for registado no bloco de notas dentro do jogo irá aparecer nesta secção do Social Club.
- Checklist - Mostra uma lista de tudo necessário para completar o jogo a 100%, desde casos encerrados a bobinas de filmes encontradas. Este recurso guarda todo o progresso feito e possibilita que os jogadores comparem o seu progresso com os seus amigos do Social Club. Tem também um mapa dinâmico de Los Angeles para ajudar a encontrar items.
- Statistics - Mostra as estatísticas do jogo em listas, gráficos e tabelas para uma melhor análise destas. Todas as informações deste recurso podem ser comparadas com amigos do Social Club.

### Max Payne 3
- Checklist - Mostra uma lista da conclusão da história do modo de um jogador, repetições do modo arcada e items colecionáveis.
- Match Reports - Mostra detalhes de jogos recentemente jogados e compara a performance de jogadores.

### Grand Theft Auto V
- BAWSAQ - Mostra a variação dos preços das bolsas do jogo em tempo real.
- Criminal Record - Mostra o registo criminal de cada personagem.
- Mini Games - Compara a performance com a comunidade em tabelas de líderes dedicadas a minijogos.
- Snapmatic - Mostra as fotografias tiradas por outros membros do Social Club no GTA V e GTA Online.